# Bryan Coquard
Bryan Coquard (Saint-Nazaire, 25 de abril de 1992) es un deportista francés que compite en ciclismo en las modalidades de pista, especialista en las pruebas de puntuación, madison y ómnium, y ruta.
Participó en los Juegos Olímpicos de Londres 2012, obteniendo una medalla de plata en la prueba de ómnium. Ganó una medalla de oro en el Campeonato Mundial de Ciclismo en Pista de 2015 y cinco medallas en el Campeonato Europeo de Ciclismo en Pista entre los años 2011 y 2019.
En carretera obtuvo la victoria en ocho etapas de la Estrella de Bessèges y en seis etapas del Cuatro Días de Dunkerque. Además, obtuvo dos medallas de plata en el Campeonato Mundial de Ciclismo en Ruta, en los años 2012 y 2023.

## Medallero internacional
| Juegos Olímpicos   | Juegos Olímpicos         | Juegos Olímpicos  | Juegos Olímpicos |
| Año                | Lugar                    | Medalla           | Competición      |
| ------------------ | ------------------------ | ----------------- | ---------------- |
| 2012               | Londres (Reino Unido)    | Medalla de plata  | Ómnium           |
| Campeonato Mundial |                          |                   |                  |
| Año                | Lugar                    | Medalla           | Competición      |
| 2015               | Saint-Quentin (Francia)  | Medalla de oro    | Madison          |
| Campeonato Europeo |                          |                   |                  |
| Año                | Lugar                    | Medalla           | Competición      |
| 2011               | Apeldoorn (Países Bajos) | Medalla de plata  | Ómnium           |
| 2015               | Grenchen (Suiza)         | Medalla de oro    | Eliminación      |
| 2015               | Grenchen (Suiza)         | Medalla de bronce | Madison          |
| 2019               | Apeldoorn (Países Bajos) | Medalla de oro    | Puntuación       |
| 2019               | Apeldoorn (Países Bajos) | Medalla de plata  | Eliminación      |

| Campeonato Mundial | Campeonato Mundial        | Campeonato Mundial | Campeonato Mundial              |
| Año                | Lugar                     | Medalla            | Competición                     |
| ------------------ | ------------------------- | ------------------ | ------------------------------- |
| 2012               | Valkenburg (Países Bajos) | Medalla de plata   | Ruta sub-23                     |
| 2023               | Glasgow (Reino Unido)     | Medalla de plata   | Contrarreloj por relevos mixtos |

## Palmarés

### Carretera
| 2012 (como aficionado) - 1 etapa del Tour de Berlín - 2.º en el Campeonato Mundial en Ruta sub-23 2013 - 2 etapas de la Estrella de Bessèges - 2 etapas del Tour de Langkawi - 1 etapa del Tour de Picardie - Châteauroux Classic de l'Indre-Trophée Fenioux - 2.º en el UCI Europe Tour 2014 - 2 etapas de la Estrella de Bessèges - Route Adélie - París-Camembert - 1 etapa del Tour de Picardie 2015 - 1 etapa de la Estrella de Bessèges - 1 etapa de los Cuatro Días de Dunkerque - 2 etapas de la Ruta del Sur 2016 - 2 etapas de la Estrella de Bessèges - Route Adélie - 1 etapa del Circuito de la Sarthe - Cuatro Días de Dunkerque, más 3 etapas - Boucles de la Mayenne, más 2 etapas - 2 etapas de la Ruta del Sur 2017 - 1 etapa de la Vuelta a la Comunidad Valenciana - 1 etapa de la Vuelta a Andalucía - 2 etapas del Circuito de la Sarthe - 1 etapa de la Vuelta a Bélgica | 2018 - 1 etapa del Tour de Omán - 1 etapa de los Cuatro Días de Dunkerque - 1 etapa de la Vuelta a Bélgica 2019 - 1 etapa de la Estrella de Bessèges - 1 etapa del Circuito de la Sarthe - 1 etapa de los Cuatro Días de Dunkerque - Gran Premio Marcel Kint - 1 etapa de la Boucles de la Mayenne - 1 etapa de la Vuelta a Bélgica - Gran Premio Pino Cerami - 1 etapa de la Arctic Race de Noruega 2020 - 1 etapa de la Ruta de Occitania - 2.º en el Campeonato de Francia en Ruta 2022 - 1 etapa de la Estrella de Bessèges - 1 etapa del Tour La Provence - Tour de Vendée 2023 - 1 etapa del Tour Down Under - 2 etapas del Tour de la Región de los Países del Loira 2024 - 1 etapa de la Vuelta a Suiza 2025 - 1 etapa del Tour Down Under |

### Pista
2011 (como aficionado)
- Campeonato de Francia Persecución por Equipos (haciendo equipo con Benoît Daeninck, Damien Gaudin, Morgan Lamoisson y Julien Morice)
- 2.º en el Campeonato de Francia Madison
- Campeonato de Francia Scratch
- 2.º en el Campeonato Europeo Omnium

2012 (como aficionado)
- Campeonato de Francia Omnium
- Campeonato de Francia Madison (haciendo pareja con Morgan Lamoisso)
- 2.º en el Campeonato Europeo Omnium sub-23
- 2.º en el Campeonato Olímpico Omnium

2015
- Campeonato del Mundo en Madison   (con Morgan Kneisky)
- Campeonato de Francia Persecución por Equipos (haciendo equipo con Thomas Boudat, Bryan Nauleau y Julien Morice)
- Campeonato de Francia en madison (con Thomas Boudat)
- Campeonato Europeo en Eliminación
- 3.º en el Campeonato de Europa en Madison  (con Morgan Kneisky)

2019
- Campeonato Europeo en Puntuación
- 2.º en el Campeonato Europeo en Eliminación

## Resultados en Grandes Vueltas y Campeonatos del Mundo
| Carrera         | Carrera         | 2013 | 2014  | 2015  | 2016  | 2017 | 2018 | 2019 | 2020  | 2021  | 2022 | 2023 | 2024  | 2025 |
| --------------- | --------------- | ---- | ----- | ----- | ----- | ---- | ---- | ---- | ----- | ----- | ---- | ---- | ----- | ---- |
|                 | Giro de Italia  | —    | —     | —     | —     | —    | —    | —    | —     | —     | —    | —    | —     | —    |
|                 | Tour de Francia | —    | 104.º | 110.º | 113.º | —    | —    | —    | 122.º | F. c. | —    | 98.º | 104.º | Ab.  |
|                 | Vuelta a España | —    | —     | —     | —     | —    | —    | —    | —     | —     | Ab.  | Ab.  | Ab.   | —    |
| Mundial en Ruta | Mundial en Ruta | —    | —     | —     | —     | —    | —    | —    | —     | —     | —    | Ab.  | —     | —    |

| —: No participó | Ab: Abandono | F. c.: Fuera de control |

## Equipos
- Vendée-U (2012) (aficionado)
- Selección de Francia (2012) (aficionado)
- Europcar/Direct Énergie (2013-2017)
  - Team Europcar (2013-2015)
  - Direct Énergie (2016-2017)
- Vital Concept/B&B Hotels (2018-2021)
  - Vital Concept Cycling Club (2018)
  - Vital Concept-B&B Hotels (2019)
  - B&B Hotels-Vital Concept p/b KTM (2020)
  - B&B Hotels p/b KTM (2021)
- Cofidis (2022-)